# TwinBox
TwinBox（ツインボックス）は、日本に活動拠点を置く台湾人の双子の女性漫画家・原画家・イラストレーター、姉の花花捲（はなはなまき、1月22日 - ）と妹の草草饅（そうそうまん、1月22日 - ）が主宰する同人サークル、及び共同ペンネームである。台湾出身、東京都在住。

## 経歴
2020年、看板娘「前田栞ちゃん」がフィギュア化した。

## 作品リスト

### 漫画
- 『ミントマンゴーかき氷』（集英社〈ジャンプTOON〉、2024年5月29日 - 11月28日連載[5]） - ウェブトゥーン作品

### 小説挿絵
- 『Buster-Do!』 （著：小林三六九、KADOKAWA〈電撃文庫〉）
  1. 2013年11月9日発売[6]、ISBN 978-4-04-866148-5
  2. 2014年7月10日発売[7]、ISBN 978-4-04-866732-6
- 『王道楽土の聖堂騎士団』 （著：不動准、一迅社〈一迅社文庫〉）
  1. 2014年7月18日発売[8]、ISBN 978-4-75-804597-1
  2. 2014年11月20日発売[9]、ISBN 978-4-75-804648-0
- 『不滅の護衛が全員瞬殺してもつまらないので、後ろから応援だけしておきますね。』 （著：藤木わしろ、KADOKAWA〈MF文庫J〉）
  1. 2018年2月24日発売[10]、ISBN 978-4-04-069745-1
- 『ちょろいんですが恋人にはなれませんか?』 （著：七条剛、SBクリエイティブ〈GA文庫〉）
  1. 2018年9月15日発売[11]、ISBN 978-4-7973-9803-8
  2. 2018年12月15日発売[12]、ISBN 978-4-8156-0004-4
  3. 2019年5月15日発売[13]、ISBN 978-4-8156-0168-3
- 『食用系少女』 （台湾のB級グルメ擬人化キャラクター、東立出版社）
2. 2019年6月27日[14]、（繁体字中国語）食用系少女～進擊的滷肉飯保衛戰！（全） - （シリーズ2作目。著：風聆、ISBN 978-957-263-028-0）
5. 2020年10月15日[15]、（繁体字中国語）食用系少女～小圓的純天然珍奶限量發售！（シリーズ5作目。著：值言（中国語版）、ISBN 978-957-265-697-6）
- 『世話好きで可愛いJK3姉妹だったら、おうちで甘えてもいいですか？』 （著：はむばね、KADOKAWA〈富士見ファンタジア文庫〉）
  1. 2019年11月20日発売[16]、ISBN 978-4-04-073407-1
  2. 2020年3月19日発売[17]、ISBN 978-4-04-073408-8
- 『異世界（エロ）チート賢者 銀髪の宮廷女魔術師とハーレムを！』 （著：内田健、フランス書院〈美少女文庫〉）
  1. 2021年7月16日発売[18]、ISBN 978-4-82962-146-2
- 『ゾンビ世界で俺は最強だけど、この子には勝てない』 （著：岩波零、KADOKAWA〈MF文庫J〉）
  1. 2023年1月25日発売[19]、ISBN 978-4-04-682112-6
  2. 2023年5月25日発売[20]、ISBN 978-4-04-682448-6
- 『このシェアハウスは恋愛禁止なのに、どう見ても告白待ちの顔をされています』 （著：岩波零、KADOKAWA〈MF文庫J〉）
  1. 2024年10月25日発売[21]、ISBN 978-4-04-684230-5

### 画集
- 『aFFeTTo -アフェット- TwinBox作品集』 2022年4月30日発売[22]、メディエイション、ISBN 978-4-89976-704-6
- 『Iberis -TwinBox画集-』2022年7月29日発売、KADOKAWA、ISBN 978-4049145632

### アダルトゲーム原画
- 『オフィスで誘うエッチな彼女』 （2017年3月24日発売、PULLTOP LATTE） 原画、キャラクターデザイン
- 『恋するお嬢様はエッチな花嫁』 （2016年8月26日発売、ensemble SWEET） 原画、キャラクターデザイン